# 布赖地区锡日
布赖地区锡日（法語：Sigy-en-Bray，法語發音：[siʒi ɑ̃ bʁɛ]），或纯音译作锡日昂布赖，是法国诺曼底大区滨海塞纳省的一个市镇。1973-2017年，圣吕西安曾隶属于布赖地区锡日，后再度成为独立市镇。

## 地理
布赖地区锡日（49°32'47"N, 1°29'26"E）面积18.46 平方千米，位于法国诺曼底大区滨海塞纳省，鲁昂东北约31千米，D13、D41和D8公路的交汇处，地处布赖地区的昂代勒河谷中，是一个由数个村庄组成的农业市镇。 
与布赖地区锡日接壤的市镇（或旧市镇、城区）包括：阿尔格伊、布瓦吉尔贝、拉沙佩勒圣旺、圣桑松堡、拉阿洛蒂耶尔、诺莱瓦勒、鲁夫赖-卡蒂永。
布赖地区锡日的时区为UTC+01:00、UTC+02:00（夏令时）。

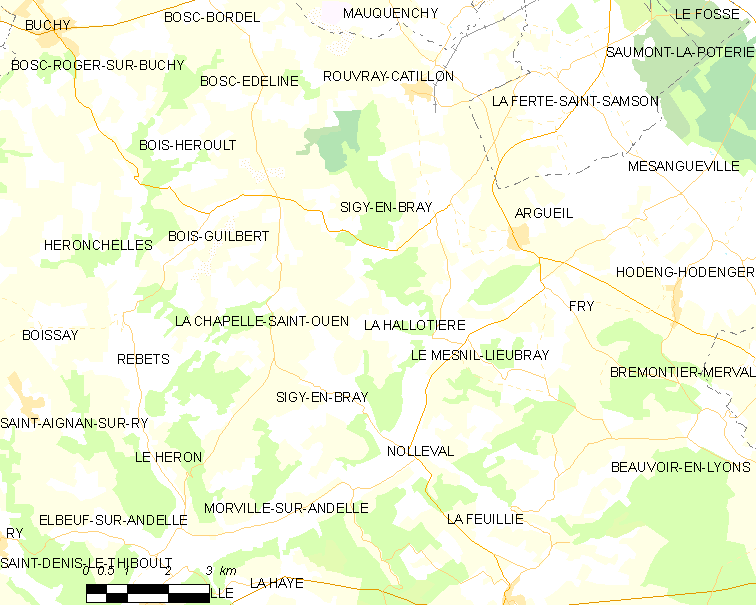
布赖地区锡日的OSM定位图

## 行政
布赖地区锡日的邮政编码为76780，INSEE市镇编码为76676。

## 政治
布赖地区锡日所属的省级选区为布赖地区古尔奈县。

## 人口

1962-2008年间布赖地区锡日人口变化图示

布赖地区锡日于2022年1月1日时的人口数量为487人。